# Шака (град)
Шака (итал. Sciacca) град је у јужној Италији. То је други по величини град округа Агриђенто у оквиру италијанске покрајине Сицилија.

## Природне одлике
Град Шака налази се у јужном делу Италије, на 100 км јужно од Палерма, а 60 км западно од Агриђента. Град је смештен на обали Средоземног мора, на валовитом подручју приближне надморске висине од 60 m.

## Становништво
Према резултатима пописа становништва 2011. у општини је живело 40.899 становника.
| 1931.  | 1936.  | 1951.  | 1961.  | 1971.  | 1981.  | 1991.  | 2001.  | 2011.  |
| ------ | ------ | ------ | ------ | ------ | ------ | ------ | ------ | ------ |
| 20.638 | 22.713 | 28.399 | 31.365 | 31.591 | 36.229 | 38.256 | 40.240 | 40.899 |

Шака данас има око 41.000 становника, махом Италијана. Пре пола века град је имао двоструко мање становника него сада. Последњих деценија број становника у граду расте.

## Партнерски градови
- Киршехир
- Априлија